# Pramana

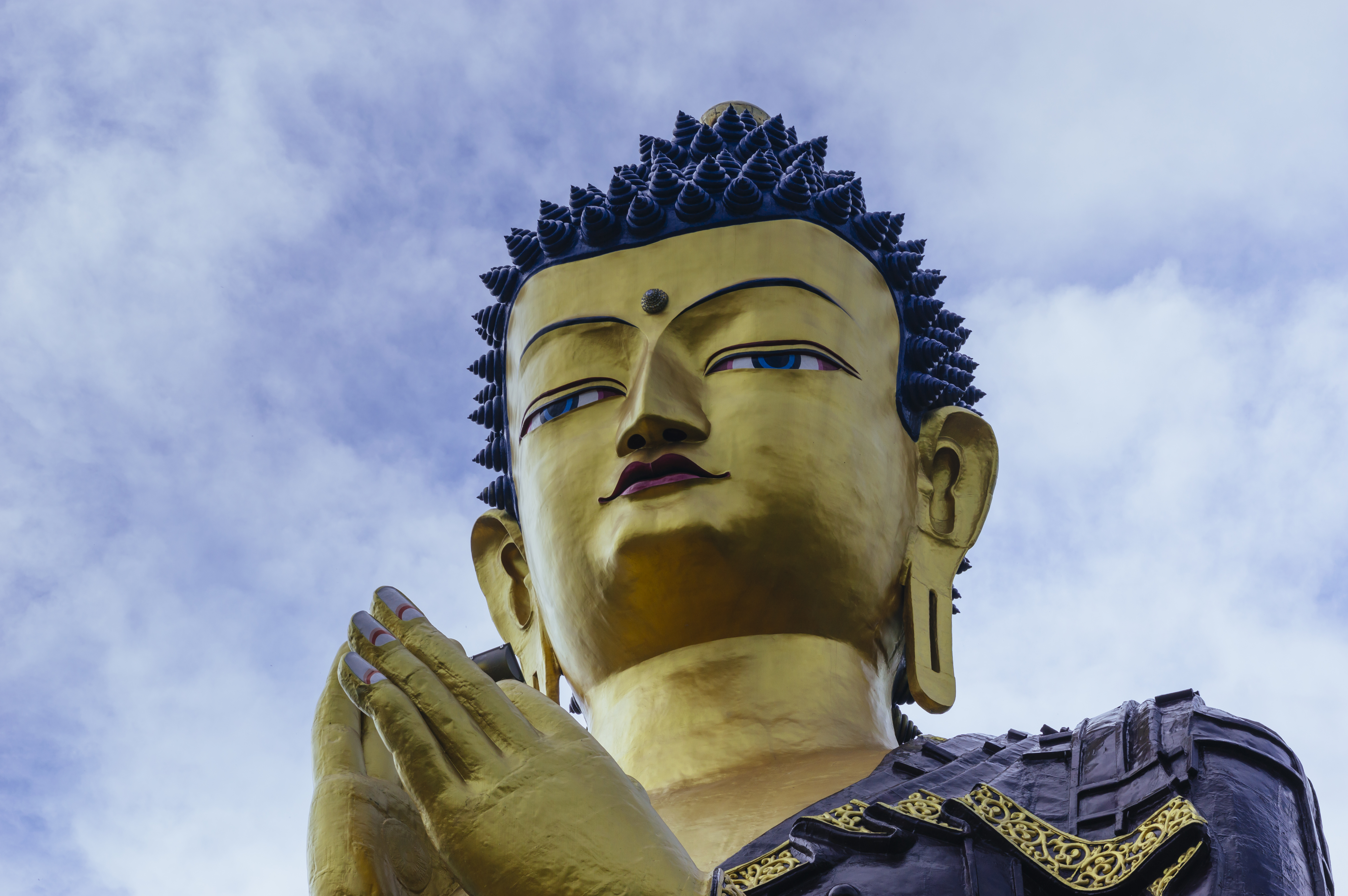
Para o budismo, Buda é uma das "pessoas válidas", cujas palavras são indiscutíveis. Estátua de Gautama Buda no parque de Ravangla, Sikkim

Pramana (Sanskrit: प्रमाण, Pramāṇa) literalmente significa "prova" ou "meio de conhecimento". O termo se refere a epistemologia nas filosofias indianas e é um dos principais campos de estudo debatido no budismo, no hinduísmo e no jainismo, desde os tempos antigos; é uma teoria do conhecimento que engloba um ou mais meios confiáveis e válidos pelos quais os seres humanos adquirem conhecimento preciso e verdadeiro. O foco da Pramana é como o conhecimento correto pode ser adquirido, como se sabe, como não se sabe e até que ponto o conhecimento pertinente sobre alguém ou algo pode ser adquirido.
Os textos indianos antigos e medievais identificam seis pramanas como meios corretos de conhecimento preciso e de verdades: percepção (sânscrito  pratyakṣa),  inferência (anumāna), comparação e analogia (upamāna ), postulação, derivação de circunstâncias (arthāpatti), não percepção, prova negativa / cognitiva (anupalabdhi) e palavra, testemunho de especialistas confiáveis passados ou presentes (Śabda).
As várias escolas de filosofias indianas variam em quantas dessas seis são meios epistemicamente confiáveis e válidos para o conhecimento. Por exemplo, a escola Carvaka sustenta que apenas a percepção é uma fonte confiável de conhecimento,O budismo, aceita que a percepção e a inferência são meios válidos, O jainismo aceita a percepção, a inferência e o testemunho, as escolas Mimamsa e Advaita Vedanta do hinduísmo sustentam que todos os seis são úteis e podem ser meios confiáveis para o conhecimento. As várias escolas de filosofia indiana debateram se uma das seis formas de "pramana" pode ser derivada de outra e a relativa singularidade de cada uma. Por exemplo, o budismo considera Buda e outras "pessoas válidas", as "escrituras válidas" e as "mentes válidas" como indiscutíveis, mas esse testemunho é uma forma de percepção e inferência pramanas.
A ciência e o estudo das Pramanas são chamados Nyaya.

## Budismo
O budismo aceita apenas duaspramanas (tshad ma) como meio válido para o conhecimento: a Pratyaksha (mngon sum tshad ma, percepção) e Anumāṇa (rjes dpag tshad ma, inferência). Rinbochay acrescenta que o budismo também considera as escrituras como a terceira  pramana válida, como a de Buda e outras "mentes válidas e "pessoas válidas". Esta terceira fonte de conhecimento válido é uma forma de percepção e inferência no pensamento budista. As escrituras válidas, as mentes válidas e as pessoas válidas são consideradas no budismo como Avisamvadin ( mi slu ba , incontroverso, indiscutível). Os meios de cognição e conhecimento, além da percepção e inferência, são considerados inválidos no budismo.

## Hinduísmo
O hinduísmo identifica seis pramanas como meios corretos de conhecimento preciso e de verdades: Pratyakṣa (percepção), Anumāṇa (inferência), Upamāṇa (comparação e analogia), Arthāpatti (postulação, derivação de circunstâncias), Anupalabdhi (não percepção, prova negativa/cognitiva) e Śabda (a palavra, o testemunho de especialistas confiáveis do passado ou do presente).
No verso 1.2.1 do Taittirīya Āraṇyaka (c. séculos IX a VI a.C.), lista-se "quatro meios de alcançar o conhecimento correto":  smṛti  ("escritura, tradição"),  pratyakṣa  ("percepção"),  aitihya  ("testemunho especializado, tradição histórica"), e  anumāna  ("inferência").